# Capparicordis yunckeri
Capparicordis yunckeri là một loài thực vật có hoa trong họ Capparaceae. Loài này được (Standl.) Iltis & Cornejo mô tả khoa học đầu tiên năm 2007.